# 広川町立津木中学校
広川町立津木中学校（ひろがわちょうりつ つぎちゅうがっこう）は、和歌山県有田郡広川町下津木にある公立中学校である。

## 概要
1947年に設立し、1989年（平成元年）より、地域で激減したホタルの研究・保護活動を行っている。

## 沿革
- 1947年4月1日 - 津木村立津木中学校として設立される。
- 1955年4月1日 - 広川町立津木中学校となる。
- 1964年7月10日 - 新校舎完成
- 1986年3月31日 - 体育館完成
- 1989年5月8日 - ホタル飼育施設完成

## ホタル保護活動
津木中学校では、地域の自然を生かし、1940年代に激減したホタルの研究・保護活動に取り組み、地域に情報を発信している。
各年のホタルの飛翔数や地図はホームページで公開されている。

### 主な活動
- 保護看板設置
- ホタル飛翔数調査
- ホタルの幼虫の飼育
- ホタル幼虫放流会
- カワニナの飼育

## 学区 / 校区内の主な施設
- 広川ダム
- 滝原温泉 ほたるの湯